# صامويل بيدرو
صامويل لوبيز روبالو بيدرو (بالبرتغالية: Samuel Lopes Robalo Pedro) وهو لاعب كُرَة قَدَم برتغالي في مركز الجناح و الهجوم ولد في يوم 24 أبريل 2001 في بلدة أفيرو في البرتغال وهو يلعب حالياً مع نادي يونايتد الإماراتي.

## وصلات خارجية
- صامويل بيدرو على موقع اتحاد النرويج (النرويجية)
- صامويل بيدرو على موقع قاعدة بيانات كرة القدم.إي يو (الإنجليزية)
- صامويل بيدرو على موقع Soccerway.com (الإنجليزية)

لا توجد روابط لمواقع التواصل الاجتماعي.